# Thelypteris lepidopoda
Thelypteris lepidopoda là một loài thực vật có mạch trong họ Thelypteridaceae. Loài này được (C. Chr. & Tardieu) C.F. Reed miêu tả khoa học đầu tiên năm 1968.